# JNC 주식회사
JNC 주식회사(일본어: ＪＮＣ株式会社 제이에누시카부시키가이샤[*])는 일본의 화공회사다. 질소주식회사의 완전자회사다.  JNC란 “일본신질소”(Japan New Chisso)라는 의미다. 미도리회 회원기업이며, 산와그룹에 속해 있다.
2011년 1월 12일 질소의 자회사로 설립된 이후 동년 3월 31일 지주회사가 된 모회사로부터 사업을 양도받아 4월 1일부터 영업을 개시했다. 이 분리로 인하여 미나마타병 보상업무 이외의 모든 업무를 자회사인 JNC가 양도받았고, 질소의 다른 자회사들도 JNC의 자회사가 되었다. 또한 JNC 본사 종업원 810명 가운데 700여명이 JNC로 적을 옮겼다. 미나마타병 환우단체에서는 이러한 사업양도를 책임부담의무의 분리라고 비판했다.